# Травести (поэзия)
Травести (от итал. travestire «переодевать») — род юмористической (иногда сатирической) поэзии, в которой поэтический сюжет серьёзного или возвышенного содержания представляется в комическом виде тем, что его содержание облекается в несоответствующую его характеру форму (отсюда и название), между тем как в пародии в тесном смысле, наоборот, сохраняется серьёзная форма, но содержание ей не соответствует. Смотря по роду поэзии, травести может быть эпической, лирической и драматической.
Первый известный прообраз жанра — «Батрахомиомахия» («Война мышей и лягушек»), написанная гекзаметром древнегреческая поэма о войне мышей и лягушек, где пародируется высокий поэтический стиль «Илиады» Гомера.
Элементы травестии в литературе эпохи Ренессанса отчетливо проступают в новеллах Боккаччо, в «Гаргантюа и Пантагрюэле» Франсуа Рабле, в сатирических произведениях немецких гуманистов («Письма тёмных людей») и в «Похвале глупости» Эразма Роттердамского, в «Дон-Кихоте» Сервантеса и др.
Во Франции наиболее ярким произведением этого жанра явилась знаменитая в свое время «Вергилий наизнанку» (Virgile travesti, 1648—1653) Поля Скаррона. Так как Скаррон прервал свое изложение на восьмой песне «Энеиды» и учитывая её популярность, то вскоре появились попытки продолжения и подражания также в других странах.